# Bass Reeves
Bass Reeves (Crawford County, juli 1838 – Muskogee, 12 januari 1910) was een ontsnapte slaaf, die na zijn ontsnapping als een van de eerste zwarten tot marshal westelijk van de Mississippi werd benoemd. Hij verwierf veel respect voor de wijze waarop hij zijn taak uitoefende. Reeves arresteerde gedurende zijn loopbaan meer dan 3000 criminelen en schoot er tijdens de uitoefening van zijn functie veertien dood.

## Jeugd
Bass Reeves kwam in juli 1838 ter wereld als slavenzoon in Crawford County. Zijn eigenaar, William Reeves, was zowel boer als politicus. Naar de gewoonte van die tijd namen slaven de achternaam van hun eigenaar aan. Die verhuisde in 1846 naar Grayson County. De jonge Bass werkte als waterdrager op de akkers, tot hij sterk genoeg was om zwaardere arbeid te verrichten. Hij groeide op tot een grote sterke man met goede manieren en gevoel voor humor. Daarom maakte George Reeves (de zoon van zijn eigenaar) hem zijn persoonlijke assistent. Toen de Amerikaanse Burgeroorlog (1861-1865) uitbrak, koos Texas de zijde van de Confederatie. George nam Bass mee naar de krijgshandelingen.

## Ontsnapping
Bass Reeves kreeg er genoeg van om andermans slaaf te zijn. Tijdens de oorlog zag hij zijn kans schoon en vluchtte. Over de exacte reden heerst echter onduidelijkheid. Naast de wens om eindelijk vrij man te zijn vormde een uit de hand gelopen ruzie tijdens het kaarten een mogelijke aanleiding voor zijn ontsnapping.

## Vlucht en huwelijk
Een gevluchte slaaf kon maar beter zorgen dat hij niet gepakt werd. Reeves hield zich schuil in het gebied van de Creek- en Seminole-indianen, het huidige Oklahoma. Gedurende zijn verblijf aldaar scherpte hij zijn vaardigheden met vuurwapens aan. Hij verkreeg de reputatie van snel en vaardig schutter: hij schoot nauwkeurig met pistool en geweer met zowel links als rechts. Daarnaast stond hij bekend als een goede verspieder. Tevens leerde hij zich hun gebruiken aan en sprak na verloop van tijd diverse indianentalen. Na de Emancipatieproclamatie verliet hij het gebied, vestigde zich als eerste vrije zwarte kolonist nabij Van Buren en bouwde een bestaan op als boer. Hij huwde de uit Texas afkomstige Nellie Jennie, die hem tien kinderen (vijf zonen en vijf dochters) schonk.

### Vrijhaven voor bandieten, rechter Parker
Het aangrenzende Oklahoma was verdeeld in een "blank" deel, het andere was toegewezen aan diverse indianenstammen. Dit leverde echter een aanzienlijk probleem op betreffende wetshandhaving. De indiaanse rechtbanken hadden slechts jurisdictie over stamgenoten en konden niets beginnen tegen anderen. Derhalve zocht een grote schare misdadig tuig zijn toevlucht in dit gebied, waarin slechts een handvol marshals patrouilleerden. Niet-indianen vielen onder de federale rechtbanken en konden door onderbezetting in feite ongestraft misdaden begaan. De op 10 mei 1875 benoemde rechter Isaac Charles Parker kreeg dit gebied onder zijn hoede en maakte een hardhandig einde aan deze wetteloosheid. Met als bijnaam "de hangende rechter" benoemde hij James Fagan tot marshal en gaf hem opdracht om 200 man in te huren om de wettelijke touwtjes stevig aan te halen. Parkers insteek was duidelijk: "Bring them in - alive or dead!". Fagan kende Reeves' reputatie als iemand die zijn talen sprak en met het gebied bekend was. Reeves accepteerde Fagans aanbod en werd benoemd tot eerste zwarte U.S. marshal ten westen van de Mississippi. Hij besefte dat hij als zwarte onder het vergrootglas lag en vatte zijn taak daarom uiterst serieus op. Hij kreeg de bevoegdheid zowel blanken als zwarten op te pakken.

## Marshal

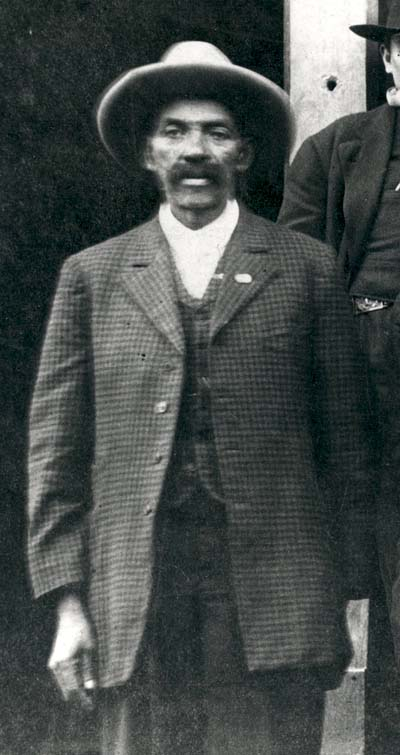
Bass Reeves op oudere leeftijd

De toen 38-jarige Bass Reeves was analfabeet. Hij liet zich daarom de arrestatiebevelen voorlezen en onthield hoe elk bevel eruitzag. Zo kon hij iedere misdadiger het juiste bevel voorhouden. Hierin vergiste Reeves zich nooit. Reeves verkreeg een reputatie als onverzettelijk wetsdienaar, die zonder vrees zijn functie uitoefende. Zware criminelen, door velen als ongrijpbaar gezien, maakten goedschiks of kwaadschiks kennis met hem. Reeves reisde met zijn privékok in een koets, vaak vergezeld door een posse. Reeves beschikte over de nodige kettingen om arrestanten in zijn koets vast te ketenen; geen overbodige luxe aangezien hij soms met meer dan een dozijn misdadigers terugreisde naar Fort Smith, waar rechter Parker zitting hield. Zelf bereed hij een grote witte hengst, droeg altijd een hoed en ging onberispelijk gekleed met gepoetste schoenen. Hij stond bekend als vriendelijk en goedgemanierd. Indien noodzakelijk ging hij incognito op pad. Hij droeg twee Coltpistolen.
Meestal bleef hij maanden onderweg, met een handvol arrestatiebevelen. Na aflevering van de verdachten kreeg hij zijn premies uitbetaald en bleef vervolgens een tijd thuis. Naar eigen zeggen was een bende van negentien veedieven zijn grootste wapenfeit. In 1889 kruisten hij en de bende van Tom Story (een beruchte groep veedieven die de streek teisterde) de degens. Hij wachtte op de route die Story gebruikte en liet hem het arrestatiebevel zien. Story liet het aankomen op een duel en verloor. De overige bendeleden verdwenen en er werd niets meer van hen vernomen. De drie gebroeders Brunter, gezocht wegens moord, ontkwamen hem evenmin. Reeves benaderde het trio en toonde hen het arrestatiebevel. Die lachten zich slap en keken naar het papier. Hierop trok Reeves zijn pistool, schoot twee van hen dood en ontwapende de derde.
Zijn analfabetisme redde hem het leven, toen twee huurmoordenaars hem dwongen af te stijgen. Hij deed een laatste verzoek: of iemand een brief van zijn vrouw aan hem wilde voorlezen. De schurken werden even afgeleid door het stuk papier dat Reeves hen voorhield. Daarop trok hij vlug zijn pistool en besliste een hachelijke situatie in zijn voordeel. Deze truc zou hij vaker aanwenden.

### Zelf gearresteerd
In 1887 werd Reeves zelf in de kraag gevat, op beschuldiging van de moord op zijn kok William Leach. Rechter Parker hoorde zijn verweer aan. Reeves betoogde dat hij zijn wapen schoonmaakte, toen dat per ongeluk afging. Het proces eindigde in vrijspraak; Reeves gold als niet corrupt en absoluut onomkoopbaar. Zelf zei hij jaren later dat hij nooit iemand neerschoot wanneer dat niet nodig was tijdens de uitoefening van zijn functie om zijn eigen leven te redden.

### Arrestatiebevel voor eigen zoon
Maar een bestaan als marshal kende eveneens nadelen, zoals hij na het afleveren van enige verdachten bemerkte. Een verbijsterde Bass Reeves ontdekte dat er al twee dagen een arrestatiebevel liep tegen een van zijn eigen zonen wegens moord op zijn vrouw. Om begrijpelijke redenen accepteerden zijn collegae deze pijnlijke klus liever niet. Reeves stond er op, deze kwestie persoonlijk af te handelen. De wet gold voor iedereen; zijn zoon Benny diende zich daarom te verantwoorden, punt. Twee weken later bracht hij hem op.

## Laatste jaren en overlijden
In 1907 werd Oklahoma een staat en zat Reeves' werk er op. Reeves was al dik in de zestig en accepteerde een aanstelling als politieman in Muskogee. Na twee jaar stopte hij hiermee; zijn slechte gezondheid eiste zijn tol. De 71-jarige aan nefritis lijdende Bass Reeves overleed op 12 januari 1910. Hij werd begraven in Muskogee. De exacte locatie van zijn graf is echter niet bekend.

## Trivia

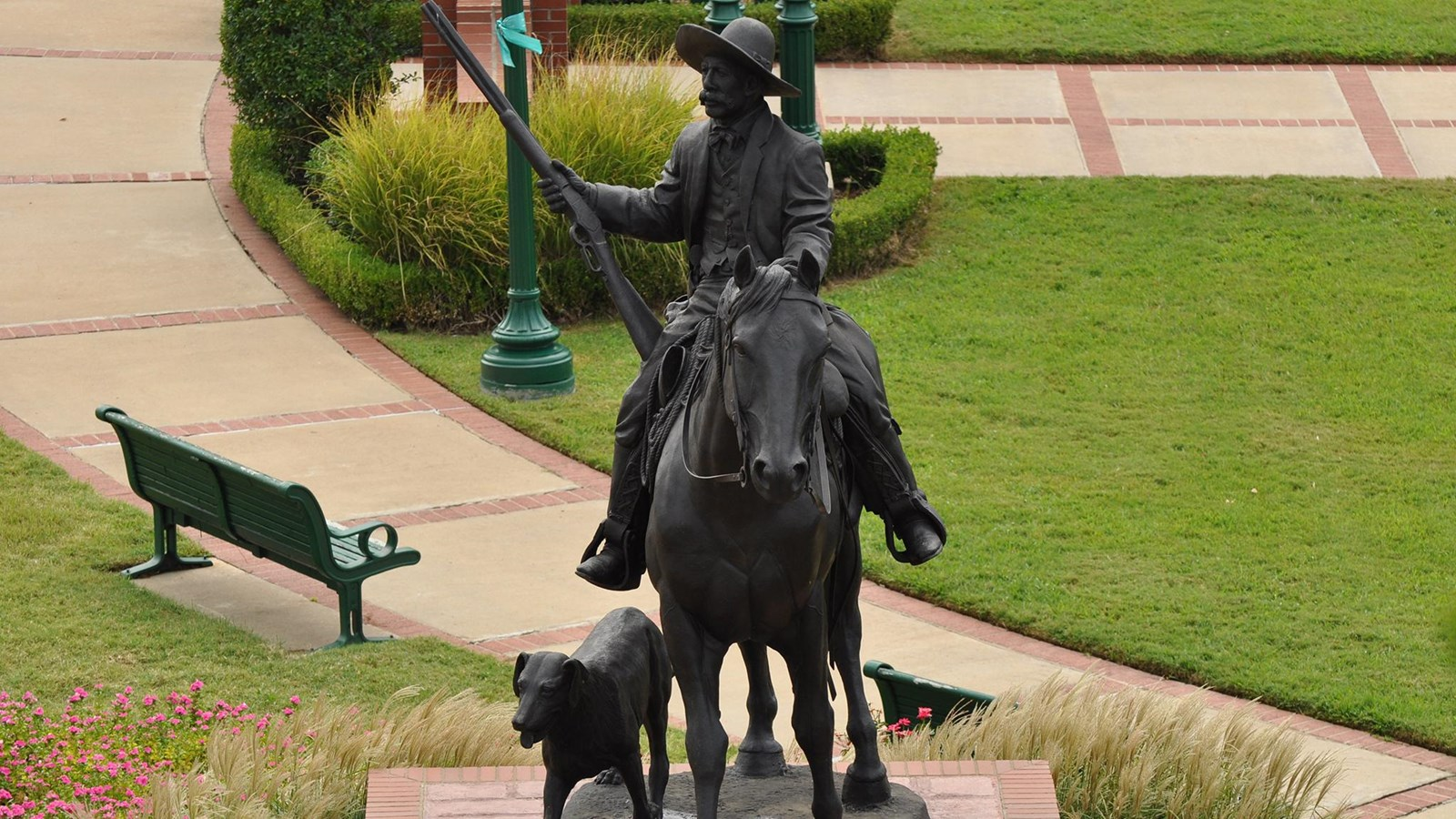
Standbeeld van Reeves in Fort Smith.

- Reeves raakte tijdens zijn ruim 30 jaar durende carrière nooit gewond.
- Op de vraag waarom hij wetten van de blanken uitvoerde antwoordde Reeves: "Misschien is de wet niet perfect, maar het is de enige die we hebben, en zonder dat hebben we niets" (Maybe the law ain't perfect, but it's the only one we got, and without it we got nuthin').
- Het levensverhaal van Bass Reeves wordt soms aangehaald als inspiratiebron voor The Lone Ranger en Django Unchained, maar evenzeer door anderen betwist.
- In 2011 werd de brug die Muskogee met Fort Gibson verbindt de Bass Reeves Memorial Bridge gedoopt.
- Op 26 mei 2012 werd een bronzen standbeeld onthuld in Fort Smith’s Pendergraft Park. Het toont Reeves op een paard, westwaarts rijdend. De benodigde 300.000 dollar werd bekostigd uit donaties.
- In 2020 kwam een stripalbum van Lucky Luke uit (Een cowboy tussen het katoen), waarin de stripheld samen met Reeves in de bres springt voor zwarte arbeiders tegen plantagehouders en de Ku Klux Klan.[1]